# Sainte-Marie-Madeleine-en-la-Cité
Sainte-Marie-Madeleine-en-la-Cité, även benämnd Madeleine-en-la-Cité, var en kyrkobyggnad i Paris, helgad åt den heliga Maria från Magdala. Kyrkan var belägen vid Rue de la Juiverie, vilken i dag utgör en del av Rue de la Cité, på Île de la Cité i fjärde arrondissementet. 

## Historia
Byggnaden var ursprungligen en synagoga. År 1182 lät kung Filip II August fördriva judarna från Paris och året därpå lät biskopen av Paris, Maurice de Sully, bygga om synagogan till en kyrkobyggnad och konsekrerade den åt den heliga Maria från Magdala.
I samband med franska revolutionen stängdes kyrkan Sainte-Marie-Madeleine-en-la-Cité år 1791 och dekonsekrerades. Den nedrevs år 1794. På kyrkans plats är i dag Hôtel-Dieu de Paris beläget.